# والدة سيلفيا (أغنية)

والدة سيلفيا (بالإنجليزية: Sylvia's Mother) أغنية لعام 1972 من أداء فريق «دكتور هوك آند ذا ميديسن شو» وأول أغنية ناجحة للفريق. الأغنية كتبها شيل سيلفرشتاين، وانتجها رون هافكين وحققت نجاحًا كبيرًا في الولايات المتحدة، حيث صعدت إلى المركز الخامس على قائمة بيلبورد الفردي، وكذلك المركز الأول في أيرلندا والمركز الثاني في المملكة المتحدة. أمضت الأغنية ثلاثة أسابيع في المركز الأول على قوائم الموسيقى الأسترالية، مما جعلها الأغنية رقم 15 على قائمة أفضل الأغاني في أستراليا لعام 1972؛ وصعدت أيضًا إلى المرتبة الأولى في جنوب إفريقيا، حيث احتلت المرتبة الثالثة في قائمة أفضل أغاني العام. ظهرت في الألبوم الأول للفريق «دكتور هوك Dr. Hook».

## خلفية الأغنية
تروي أغنية «والدة سيلفيا» سيرة ذاتية، حيث يعتمد مؤلف الأغنية شيل سيلفرشتاين على محاولته اليائسة لإحياء علاقة فاشلة. كان سيلفرشتاين يحب فتاة تدعى سيلفيا باندولفي، لكنها تركته وتمت خطبتها لرجل آخر وينتهي بها الأمر كمنسقة متحف آرتي كاريلو جيل، في مكسيكو سيتي، وفي محاولة يائسة لمواصلة العلاقة، اتصل سيلفرشتاين بوالدة باندولفي، لويزا، لكنها أخبرته أن الحب قد انتهى.

## طاقم العزف والتسجيل
دينيس لوكوريير: غناء، وجيتار، وجيتار باس، وهارمونيكا.
راي سوير: غناء، وجيتار، وإيقاع، وكونغاس، وماراكاس.
بيلي فرانسيس: لوحات المفاتيح، وغناء.
جورج كامينغز: جيتار، وغناء.
جون «جاي» ديفيد: طبول
ريك إلسويت: جيتار
جانس غارفات: جيتار باس

## كلمات الأغنية
تقول والدة سيلفيا: سيلفيا مشغولة، مشغولة جدا لتأتي للهاتف Sylvia's mother says: Sylvia's busy, too busy to come to the phone
تقول والدة سيلفيا: سيلفيا تحاول أن تبدأ حياة جديدة خاصة بها Sylvia's mother says: Sylvia's trying, to start a new life of her own
تقول والدة سيلفيا: سيلفيا سعيدة فلماذا لا تتركها وشأنها Sylvia's mother says: Sylvia's happy so why don't you leave her alone
ويقول مأمور الهاتف And the operator says
أربعون سنتًا زيادة، للدقائق الثلاث التالية Forty cents more, for the next three minutes
من فضلك سيدة أفيري، يجب أن أتحدث معها فقط Please Mrs. Avery, I've just got to talk to her
لن اشغلها الا لحظات I'll only keep her a while
من فضلك سيدة أفيري، أريد فقط أن أقول لها وداعًا Please Mrs. Avery, I just want to tell her goodbye
تقول والدة سيلفيا: سيلفيا تحزم امتعتها، ستغادر اليوم Sylvia's mother says: Sylvia's packing, she's gonna be leaving today
تقول والدة سيلفيا: سيلفيا ستتزوج، من زميل في جالفستون واي Sylvia's mother says: Sylvia's marrying, a fellow down Galveston-Way
تقول والدة سيلفيا: من فضلك لا تقل شيئًا لتجعلها تبدأ في البكاء وتبقى Sylvia's mother says: Please don't say nothing to make her start crying and stay
ويقول مأمور الهاتف And the operator says
أربعون سنتًا زيادة، في الدقائق الثلاث التالية Forty cents more, for the next three minutes
من فضلك سيدة أفيري، يجب أن أتحدث معها.. فقط Please Mrs. Avery, I've just got to talk to her
لن اشغلها الا لحظات I'll only keep her a while
من فضلك سيدة أفيري، أريد فقط أن أقول لها وداعًا Please Mrs. Avery, I just want to tell her goodbye
تقول والدة سيلفيا: سيلفيا تسارع  لتلحق بقطار الساعة التاسعة "Sylvia's mother says "Sylvia's hurrying she's catching the nine o'clock train
تقول والدة سيلفيا: خذ مظلتك، يا سيلفيا لقد بدأت تمطر "Sylvia's mother says "Take your umbrella, 'cause Sylvia it's starting to rain
تقول والدة سيلفيا: شكراً لاتصالك، سيدي لا تعاود الاتصال مرة أخرى "And Sylvia's mother says "Thank you for calling and sir won't you come back again
ويقول مأمور الهاتف And the operator says
أربعون سنتًا زيادة، في الدقائق الثلاث التالية Forty cents more for the next three minutes
..........
قل لها وداعا Tell her goodbye
من فضلك قل لها وداعا Please, tell her goodbye

## وصلات خارجية
https://www.youtube.com/watch?v=qZMUx2CfpXI والدة سيلفيا (أغنية)
https://www.youtube.com/watch?v=EXssqYAAvJg والدة سيلفيا (أغنية)
https://www.songfacts.com/facts/dr-hook-the-medicine-show/sylvias-mother والدة سيلفيا (أغنية)
http://www.sortmusic.com/_d/dr-hook-biography,len.html والدة سيلفيا (أغنية)
https://chart-history.net/doctor-hook/ والدة سيلفيا (أغنية)